# Djendel Saadi Mohamed
Djendel Saadi Mohamed è un comune dell'Algeria, situato nella provincia di Skikda.